# デュシット・インターナショナル
デュシット・インターナショナル（英: Dusit International）は、タイ企業、デュシタニ・パブリック・カンパニー・リミテッド（Dusit Thani Public Company Limited）傘下のホスピタリティ事業グループである。主にアジア諸国と中東の15か国で、6つのホテルブランド（デュシットテワラナ、デュシタニ、デュシットD2、デュシットプリンセス、デュシットレジデンス、ASAI）による約40のホテル、リゾート、サービスアパートメントおよびテワランスパなどを展開している。

## 概要
デュシ・タニ（Dusit Thani）とは、20世紀初頭に国王に即位したタイ王朝のラーマ6世が考案した思想。タイ語でデュシット（Dusit）とは、タイの神話の中で7つある天界のうちの4番目の『天国』の名称。ラーマ6世は、地上の楽園のような国づくりを思い描き、「天国」を意味するデュシットに、「街」を意味するタニ（Thani）と合わせてデュシ・タニ（天国の街）という理想郷を作り上げようとした。タイ文化とタイのおもてなし精神を反映した『天国の街』のようなホテルを世界中に展開すべく、創立者のタンプイン・チャナット・ピヤウイ（Thanpuying Chanut Piyaoui）により、1949年に最初のホテルが開業した。現在のCEOは、スパジー・スタンパン（Suphajee Suthumpun）。
日本では、2020年からニセコでElite Havensのブランドによる貸し別荘を運営している。

## 日本での展開

### Colours Internationalとの業務提携（後に解消）
- Colours International（カラーズ・インターナショナル）とのパートナーシップ

2017年3月、ビジネスホテルチェーン、イーホテルの持株会社であるColours Internationalと日本に合弁会社Dusit Colours株式会社（後にD & J 株式会社）を設立することに合意（Dusit Coloursへの出資比率はデュシット・インターナショナルが49％であったのに対しColours Internationalは51％であり、この時点では事業の主導権はColours Internationalが握っていたと思われる）、2020年までに京都でデュシタニブランドのホテル1号店を開業し、その後デュシットの各ブランドのホテルを国内主要都市に展開していく計画を公表する。
2019年1月にはJR宇都宮駅東口地区整備事業の一環として、Dusit Colours（D & J ）はデュシタニホテルの出店計画を公表する。
- Colours Internationalの資金調達難・撤退

2020年6月、整備事業組成者となっていたColours Internationalが2019年の段階で資金調達に難航し、宇都宮でのデュシタニホテルの開業が見通せなくなったことが明らかになる （「デュシタニ宇都宮出店計画#計画の見直し」）を参照。
加えて、Dusit ColoursがD & J 株式会社に名称を変更した2019年 、同社へのデュシット・インターナショナルの出資比率が49％から100％に変更され 、デュシット・インターナショナルの完全子会社となっていたことを併せると、Colours Internationalはコロナ禍以前にデュシタニホテルの事業から撤退していたものとみられる。
2020年以降、デュシタニホテルを日本で展開していく事業はデュシット・インターナショナルが中心となり進めていたものと思われ、デュシタニ京都は2023年9月の開業に向けて建設が進められている 。
（この項目のここまでの詳細は「Colours International#デュシタニホテル開業計画」を参照）
- デュシタニ京都とASAI 京都四条の開業

2023年2月、デュシット・インターナショナルは9月に開業するラグジュアリーホテル「デュシタニ京都」と、6月に開業するライフスタイルホテル「ASAI 京都四条」の施設概要とコンセプトについての詳細を明らかにした。加えて、今後日本の主要都市に事業を拡大し、ホテル以外の事業部門を展開する考えを改めて明らかにした 。会見では、Colours Internationalについては言及されておらず、同社との関係は既に切れたものと思われる。また、事業展開を予定している地域に東京、大阪、名古屋、福岡、札幌、仙台を挙げていたが、宇都宮の名は挙がっていなかった。
安田不動産のプレスリリースでは、D&Jがデュシタニ京都の運営を行うとされているが、求人はDusit Japan株式会社が行っている。

### 農場運営
デュシット・インターナショナルは、自社ブランドのホテルで使用する食材を栽培するため2023年7月に株式会社TeaRoomと 、2023年8月にOHARA FARMYと業務提携し、農場運営に着手した。ホテルから排出される生ごみを堆肥化し、農場に還元することで、デュシット・インターナショナルの4つのコンセプトの１つである持続可能性（サステナビリティ）を実践していく予定である。

## 沿革
- 1948年 バンコクのニュー・ロードに『プリンセス・ホテル』を開業。
- 1970年 日本人建築士の設計により、フラグシップホテルの「デュシタニ・バンコク」を開業。
- 1985年 タイ第2の都市チェンマイに『ロイヤルプリンセス・チェンマイ』を開業。
- 1987年 バンコク近郊のビーチ都市パタヤに『デュシタニ・パタヤ』を開業。
- 1987年 タイ最大の島、プーケット島に『デュシタニ・ラグーナ･プーケット』を開業。
- 1989年 タイ最北の県、チェンライ県に『デュシットアイランドリゾート・チェンライ』を開業。4星ホテルブランド『デュシットプリンセスホテルズ&リゾーツ』のブランド展開を開始。現在、バンコク、チェンマイ、コラートでホテルを展開。
- 1990年 タイ王室の避暑地ホアヒンに『デュシタニ・ホアヒン』を開業。
- 1993年 タイ初となるホスピタリティ教育機関『デュシタニ・カレッジ』をバンコクのシーナカリン地区に開校。
- 1995年 マニラの日航マニラ・ガーデン・ホテルを取得し、名称をデュシットニッコー・マニラ(現、デュシタニ・マニラ)に変更。
- 2001年 タイのホテルチェーンとして初の中東進出となるドバイに『デュシタニ・ドバイ』を開業。デュシタニ・バンコク内に『テワラン・スパ』を開業。
- 2002年 日本語ウェブサイトを開設。オンライン予約を利用した日本人専用のジャパニーズセンターを開設。
- 2005年 ホスピタリティー人材教育機関『デュシット・エグゼクティブ・ディベロップメント・センター (DEDC)』を、デュシタニ・バンコクの隣に設立。
- 2006年 チェンマイのチャンクラン通りに『デュシットD2・チェンマイ』を開業。
- 2007年 海外拡張計画に伴うグローバルホテルチェーン展開のため、デュシットホテルズ&リゾーツから『デュシットインターナショナル』へ名称変更。
- 2007年 インド大手複合企業バードグループ(本社インド・ニューデリー)と合弁事業契約を締結。インド6都市(ニューデリー、リシケシ、ゴア、プネー、ジャイプル、アムリトサル)でホテル建設計画。
- 2007年 フランスの料理学校ル・コルドン・ブルーと事業提携を締結した『ル・コルドン・ブルー・デュシット料理学校』を、デュシタニ・バンコクの隣に開校。
- 2008年4月1日、JALホテルズとの技術援助契約満了に伴い、デュシットニッコー・マニラから『デュシタニ・マニラ』へ名称変更。
- 2007年 タイで2番目に大きいチャーン島に『デュシットプリンセス・コチャーン』を開業。(2011年6月30日マネージメント契約終了)
- 2007年 ドバイに『パールコースト・プレミア・ホテル・サービスアパートメント』を開業。
- 2008年 ドバイに『デュシットレジデンス・ドバイ　マリーナ 』を開業。
- 2008年 パタヤ・セカンドロード沿いに『デュシットD2・バラクーダ・パタヤ』を開業。
- 2008年 バンコクに開業した『チャトリウムスイーツ・バンコク』とデュシタニホテルズ&リゾーツが、パートナー契約を締結。(2011年4月、契約満了に伴い契約終了)
- 2009年 プリファードホテルグループと、戦略的パートナーシップを提携。
- 2009年 エジプトのカイロに『デュシタニ・レイクビュー・カイロ』を開業。
- 2010年 ドバイに『デュシットプリンセス･シティーセンター･ドバイ』を開業。(2011年11月30日マネージメント契約終了)
- 2012年2月6日、モルディブに『デュシタニ モルディブ』を開業。
- 2012年 デュシタニ カレッジとスイスのエコールローザンヌホテル学校(Ecole hôtelière de Lausanne :EHL)、ホテル＆リゾートマネージメント国際学士課程プログラム(B.B.A)の学位提携。
- 2012年5月 デュシタニ カレッジと辻調理師専門学校、教育連携協定。
- 2013年1月 デュシタニ カレッジ（バンコク・シーナカリン）にて、辻調理師専門学校マスターシェフによる日本料理コース開講。
- 2013年5月1日 デュシタニ アブダビ開業。
- 2013年7月23日 デュシットD2ビンフーホテル 常州開業。
- 2013年9月17日 デュシタニアブダビ開業。
- 2013年9月 デュシット テワラナ ニューデリー開業。
- 2017年3月  Colours Internationalと合弁会社「Dusit Colours（デュシットカラーズ）株式会社」の設立に合意、京都での「デュシタニ」のホテル開業計画を公表する。[3]
- 2018年 レンタル別荘のエリート ヘブンを運営するLVMホールディングスを買収。
- 2019年12月　Dusit Colours株式会社がD & J 株式会社に名称を変更 [6]（出資比率はデュシット・インターナショナルの100％に変更され[8]、同社の完全子会社となり、事実上、Colours Internationalはデュシタニホテルの事業から撤退）
- 2020年 ASAI Hotelsの第1号となるASAI バンコク チャイナタウンを開業。
  - 6月  Colours Internationalが2019年の段階で資金調達に難航し、宇都宮でのデュシタニホテルの開業が見通せなくなったことが明らかになる [5]
- 2023年
  - 6月 「ASAI 京都四条」開業 [10]
  - 9月 「デュシタニ京都」開業 [10]
- 2024年 9月 デュシタニ・バンコクがリニューアルオープン [16]

## ブランド
1. デュシットテワラナ（Dusit Devarana）：最高級ラグジュアリーリゾートのブランド
2. デュシタニ（Dusit Thani）：高級ホテルのブランド
3. デュシットプリンセス（Dusit Princess）：一流でリーズナブルなホテルのブランド
4. デュシットD2（dusitD2）：モダンデザインとタイの伝統が融合したデザイナーホテル
5. デュシットレジデンス（Dusit Residence）：高級ホテルのサービスと快適な居住空間を提供するサービスアパートのブランド
6. ASAI Hotels
7. Elite Havens：レンタル別荘
8. Favstay

## ホテル一覧
- タイ
  - デュシタニ・バンコク（バンコク、2024年9月にリニューアルオープン）
  - デュシットプリンセス・シーナカリン（バンコク）
  - ロイヤルプリンセス・ラーンルアン（バンコク）
  - パトムワンプリンセス・バンコク（バンコク）
  - デュシットD2・チェンマイ（チェンマイ）
  - ロイヤルプリンセス・チェンナイ（チェンマイ）
  - デュシットアイランドリゾート・チェンライ（チェンライ）
  - デュシタニ・ホアヒン（ホアヒン）
  - デュシットプリンセス・コラート（コラート）
  - デュシタニ・パタヤ（パタヤ）
  - デュシタニD2バラクーダ・パタヤ（パタヤ）
  - デュシタニ・ラグーナ・プーケット（プーケット）
  - デュシットD2 カオヤイ
  - ASAI バンコク・チャイナタウン
  - ASAI バンコク・サトーン
- フィリピン
  - デュシタニ・マニラ（マニラ）
  - デュシタニ マクタン セブ（セブ）
- アラブ首長国連邦
  - デュシタニ・ドバイ（ドバイ）
  - デュシタニ アブダビ（ドバイ）
  - デュシットプリンセスレジデンスドバイ・マリーナ（ドバイ）
  - パールコート・プレミアホテルアパーツメント・ドバイ（ドバイ）
  - デュシットD2ケンズホテル（ドバイ）
- エジプト
  - デュシタニ・レイクビュー・カイロ（カイロ）
- ケニア
  - デュシットD2ナイロビ（ナイロビ、2015年3月30日オープン、現地時間2019年1月15日午後3時過ぎに、このホテルで武装集団による襲撃事件が発生）
- モルディブ
  - デュシタニ・モルディブ（バア環礁）
- 中国
  - デュシットD2
  - デュシット D2 濱湖 常州
  - デュシタニ シンフェン ガーデン ホテル 常州
  - 常州、デュシタニ武進ホテル
  - デュシタニ 東台 江蘇
  - デュシット デバラナホットスプリングズ＆スパ従化　広州
  - デュシタニ サンダルウッズリゾート 双月湾 恵州、 広東
  - Jiangsu, Dusit Thani Wetland Park Resort Nanjing
  - デュシタニ ウェルネスリゾート 蘇州
  - ヘリテージヴィラ周庄
- グアム
  - デュシタニ グアム
  - デュジット・ビーチ・リゾート・グアム
- ベトナム
  - デュシットプリンセス ムーンライズ ビーチ リゾート、フーコック
- シンガポール
  - デュシタニ ラグーナ シンガポール
- カタール
  - デュシットD2サルワドーハ
  - デュシットドーハ ホテル
- 日本
  - ASAI 京都四条（京都）
  - デュシタニ京都

### 開業予定ホテル
- 中国：デュシット テワラナ 海南島
- 中国：デュシタニ 清遠・青島・無錫・上海・昆明・成都・重慶・海南島
- ミャンマー：ASAI ヤンキン（ヤンゴン）
- フィリピン：ASAI マクタン（セブ）・オスロブ（セブ）
- アメリカ合衆国：デュシットD2 パサデナ（カリフォルニア）